# Phalangium targionii
Phalangium targionii is een hooiwagen uit de familie echte hooiwagens (Phalangiidae).